# Granöträsket
Granöträsket är en sjö i Skellefteå kommun i Västerbotten och ingår i Sävaråns huvudavrinningsområde. Sjön har en area på 1,92 kvadratkilometer och ligger 246,1 meter över havet. Sjön avvattnas av vattendraget Norsån.

## Delavrinningsområde
Granöträsket ingår i det delavrinningsområde (715905-170133) som SMHI kallar för Utloppet av Granöträsket. Medelhöjden är 257 meter över havet och ytan är 9,69 kvadratkilometer. Räknas de 4 avrinningsområdena uppströms in blir den ackumulerade arean 23,73 kvadratkilometer. Norsån som avvattnar avrinningsområdet har biflödesordning 2, vilket innebär att vattnet flödar genom totalt 2 vattendrag innan det når havet efter 96 kilometer. Avrinningsområdet består mestadels av skog (51 procent) och sankmarker (21 procent). Avrinningsområdet har 2,22 kvadratkilometer vattenytor vilket ger det en sjöprocent på 22,9 procent.